# Santa Isabel (São Paulo)
Santa Isabel – miasto i gmina w Brazylii, w stanie São Paulo. Znajduje się w mezoregionie Metropolitana de São Paulo i mikroregionie Guarulhos.